# ألابوشيفو
ألابوشيفو (بالروسية: Алабушево) هي مدينة في مقاطعة موسكو أوبلاست في روسيا.